# Astroblepus sabalo
Astroblepus sabalo es una especie de pez de la familia Astroblepidae en el orden de los Siluriformes.

## Distribución geográfica
Se encuentran en Sudamérica: cuenca del río Ucayali.